# ウェンデル・デービス
ウェンデル・デービス（Wendell Davis 1966年1月3日- ）はルイジアナ州シュリーブポート出身のアメリカンフットボール選手。ポジションはワイドレシーバー。
ルイジアナ州立大学を卒業後、1988年のNFLドラフト1巡目でシカゴ・ベアーズに指名されて入団した。ベアーズでは3年連続エースレシーバーとなったが1993年に人工芝球場のベテランズ・スタジアムで行われたフィラデルフィア・イーグルス戦で膝蓋骨と腱を負傷し1994年シーズンを棒に振るった。1995年、インディアナポリス・コルツで再起をかけたが試合出場はならなかった。
現役6年間で81試合に出場、207キャッチで3000ヤードを獲得、14タッチダウンをあげた。
2009年には元チームメートのマイク・シングレタリーがヘッドコーチをしているサンフランシスコ・フォーティナイナーズのアシスタント、ワイドレシーバーコーチとなりマイケル・クラブツリーの指導を行った。
彼はポゼッションレシーバーであり、ペアを組んだトム・ワドル共々似たタイプのレシーバーであったため相手ディフェンスがカバーする地域を広げることはできなかった。
現在彼はシカゴの北西郊外に妻や3人の子供と暮らしている。リバーウッズに"Big League Barbers"と呼ばれる床屋チェーンを持っている。